# Kryworischschja (Pokrowsk)
Kryworischschja (ukrainisch Криворіжжя; russisch Криворожье Kriworoschje) ist ein Dorf in der ukrainischen Oblast Donezk mit etwa 1000 Einwohnern.

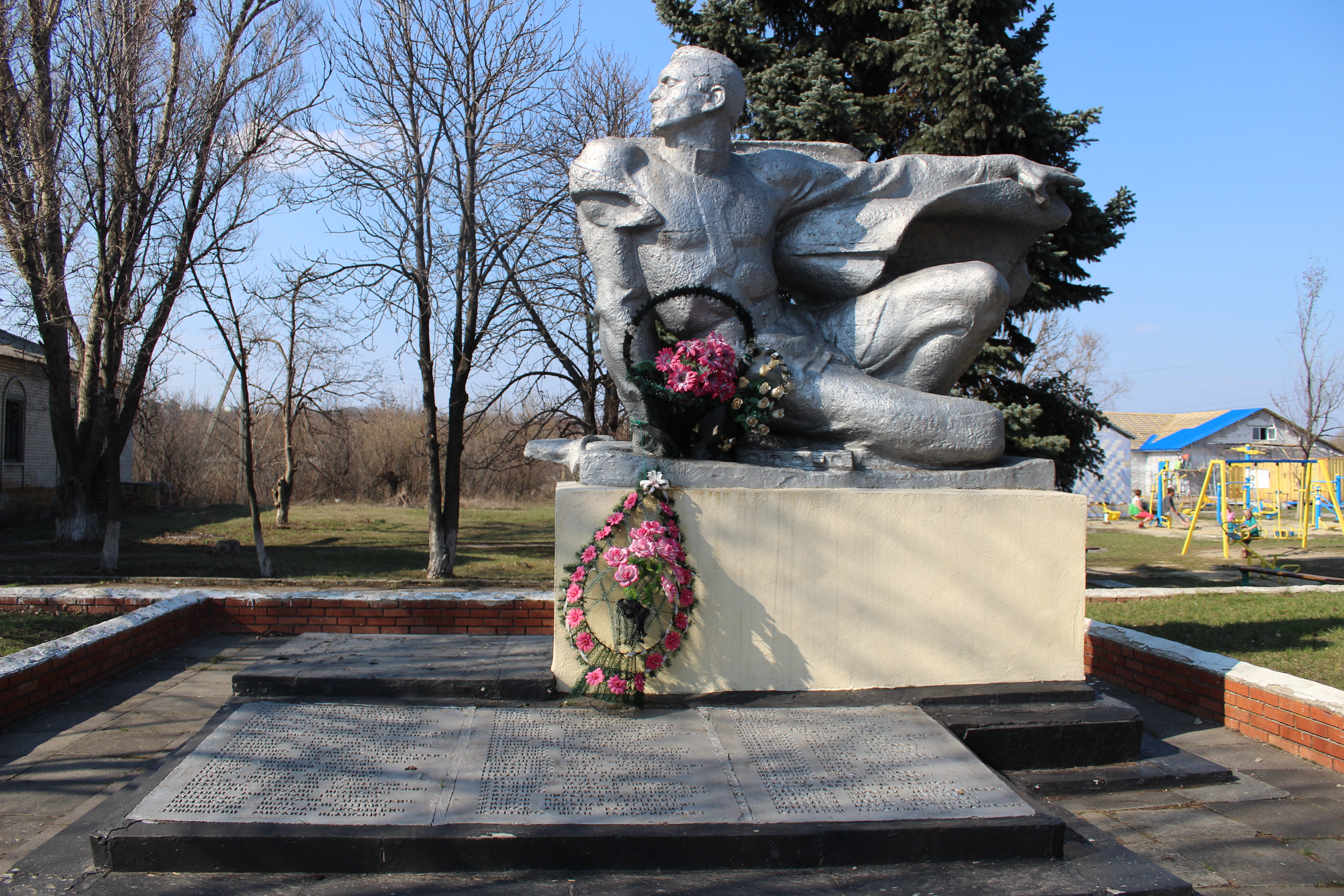
Denkmal im Ort

Das Dorf liegt am Fluss Byk (Бик) und dessen Zufluss Wodjana (Водяна), 26 km nordwestlich vom Rajonszentrum Pokrowsk und 82 Kilometer nordwestlich vom Oblastzentrum Donezk entfernt.
Es wurde 1779 zum ersten Mal schriftlich erwähnt und lag ab 1802 im russischen Gouvernement Jekaterinoslaw, war ab 1923 ein Teil der Ukrainischen SSR, seit 1991 dann Teil der heutigen Ukraine.

## Verwaltungsgliederung
Am 12. Juni 2020 wurde das Dorf zum Zentrum der neugegründeten Landgemeinde Kryworischschja (ukrainisch Криворізька сільська громада/Kryworiska silska hromada), zu dieser zählten auch die 21 in der untenstehenden Tabelle aufgelisteten Dörfer, bis dahin bildete es zusammen mit den Dörfern Nadija, Nowofedoriwka, Nowokryworischschja, Nowomarjiwka, Rakscha, Sawydo-Borsenka, Sawydo-Kudaschewe und Selene die gleichnamige Landratsgemeinde Kryworischschja (Криворізька сільська рада/Kryworiska silska rada) im Westen des Rajons Dobropillja.
Seit dem 17. Juli 2020 ist sie ein Teil des Rajons Pokrowsk.
Folgende Orte sind neben dem Hauptort Kryworischschja Teil der Gemeinde:
| Name                     | Name              | Name                                 |
| ukrainisch transkribiert | ukrainisch        | russisch                             |
| ------------------------ | ----------------- | ------------------------------------ |
| Dobropillja              | Добропілля        | Доброполье (Dobropolje)              |
| Huliwe                   | Гуліве            | Гулево (Gulewo)                      |
| Jurjiwka                 | Юр'ївка           | Юрьевка (Jurjewka)                   |
| Kamjanka                 | Кам'янка          | Каменка (Kamenka)                    |
| Krasnopodillja           | Красноподілля     | Красноподолье (Krasnopodolje)        |
| Lyman                    | Лиман             | Лиман (Liman)                        |
| Matjaschewe              | Матяшеве          | Матяшево (Matjaschewo)               |
| Myrne                    | Мирне             | Мирное (Mirnoje)                     |
| Nadija                   | Надія             | Надия                                |
| Nowofedoriwka            | Новофедорівка     | Новофёдоровка (Nowofjodorowka)       |
| Nowohryschyne            | Новогришине       | Новогришино (Nowogrischino)          |
| Nowokryworischschja      | Новокриворіжжя    | Новокриворожье (Nowokriworoschje)    |
| Nowomarjiwka             | Новомар'ївка      | Новомарьевка (Nowomarjewka)          |
| Nowooleksandriwka        | Новоолександрівка | Новоалександровка (Nowoalexandrowka) |
| Petriwske                | Петрівське        | Петровское (Petrowskoje)             |
| Rakscha                  | Ракша             | Ракша                                |
| Sawydo-Borsenka          | Завидо-Борзенка   | Завидо-Борзенка (Sawido-Borsenka)    |
| Sawydo-Kudaschewe        | Завидо-Кудашеве   | Завидо-Кудашево (Sawido-Kudaschewo)  |
| Schyliwka                | Шилівка           | Шиловка (Schilowka)                  |
| Selene                   | Зелене            | Зелёное (Seljonoje)                  |
| Wassyliwka               | Василівка         | Василевка (Wassilewka)               |